# Полякова Елла Михайлівна
Елла Михайлівна Полякова (нар. 7 лютого 1941, Ленінград, РРФСР, СРСР) — голова громадської правозахисної організації «Солдатські матері Санкт-Петербурга», член Комісії з прав людини при президенті Російської Федерації.

## Біографія
Елла Полякова народилась 7 лютого 1941 року у м. Ленінграді.
- 1965 — закінчила Ленінградський електротехнічний інститут ім. Бонч-Бруєвича.
- 1965—1987 — інженер в НДІ «Держрадіопроєкт».
- 1979—1987 — на різних посадах у Московському поліграфічному інституті.
- 1987—1990 — Ленінградський НДІ експертизи працездатності та організації праці інвалідів МСО РРФСР.
- 1990 — Ленінградський інститут підвищення кваліфікації керівних працівників і фахівців Міненерго СРСР.

## Громадська діяльність
- 1990—1991 — учасниця Ленінградського Народного Фронту.
- 1993 — наш час — голова правозахисної організації «Солдатські матері Санкт-Петербурга».
- 2007 — наш час — член правозахисної ради Санкт-Петербурга.
- 2010 — наш час — заступник голови громадської наглядової комісії з контролю за дотриманням прав людини у місцях примусового утримання Санкт-Петербурга (ОНК СПб).
- 2010 — наш час — членом комісії з прав людини при губернаторі Санкт-Петербурга.
- 2010 — наш час — експерт у справах армії при президентській раді РФ.

29 серпня 2014 року Міністерство юстиції Російської Федерації внесло НКО «Солдатські матері Санкт-Петербурга» до списку організацій, які «виконують функції іноземного агента» за інформацію Елли Полякової про приземлення в петербурзькому аеропорту Пулково літака із російськими військовими, пораненими під час конфлікту в Україні.
23 жовтня 2015 року «Солдатські матері Санкт-Петербурга» були виключені з реєстру НКО, які виконують функції «іноземного агента» за розпорядженням Міністерства юстиції Російської Федерації.

## Родина
- батько — Чемезов Михайло Іванович (1912—85) — підполковник авіації.
- мати — Чемізова Зоя Дмитрівна (1914—97).
- чоловік — Поляков Валерій Сергійович — кандидат технічних наук.
- діти — Микита (1964), Максим (1972).

## Нагороди
- 1992 — медаль «Медаль Пам'яті 13 січня» (Литва).
- 1994 — знак «Золоте серце» громадського об'єднання жінок міста Санкт-Петербурга.
- 1999 — премія імені Галини Старовойтової
- 2004 — лауреат Аахенської премії миру
- 2005 — номінована на Нобелівську премію миру
- 2010 — премія в галузі захисту прав людини Московської Гельсінської групи у номінації «За розвиток традицій захисту прав людини серед молоді»
- 2015 — Гессенська премія миру[de]